# Indodynerus
Indodynerus (лат.) — род одиночных ос (Eumeninae). Южная и Юго-Восточная Азия.

## Описание
Осы средних размеров (1—2 см). Основная окраска чёрная со светлыми отметинами. Взрослые самки охотятся на личинок насекомых, которые служат кормом для развития собственных личинок осы. От близких родов отличаются следующими признаками: мезэпистернум без эпикнемального киля; скутум и скутеллюм пунктированные; переднее крыло с длиной престигмы более половины длины птеростигма, часто почти равны.

## Классификация
Род был описан в 2008 году для вида Indodynerus capitatus Gusenleitner, 2008. Род включают в состав подсемейства Eumeninae. Близок к Anterhynchium, у которого есть эпикнемальный киль на мезэпистернуме.
- Indodynerus caikinh Nguyen, 2017 — Вьетнам[7]
- Indodynerus capitatus Gusenleitner, 2008 — Индия, Пакистан